# 笔架山乡
笔架山乡，是中华人民共和国湖南省益阳市赫山区下辖的一个乡镇级行政单位。

## 行政区划
笔架山乡下辖以下地区：
笔架山社区、笔架山村、花门楼村、上新桥村、谭家桥村、中塘村、崇安寺村、新兴村、芦花村、火田村、东平村、金龙潭村、凤凰桥村、黄家湖村和温高垸村。